# Steve Thompson (rugbista)
Steve Geoffrey Thompson (Hemel Hempstead, 15 de julio de 1978) es un exrugbista que se desempeñaba como hooker. Fue internacional con la Rosa de 2002 a 2011 y se consagró campeón del mundo en Australia 2003.

## Biografía
Su nombre de nacimiento es Steve Walter, comenzó a jugar al rugby a los 15 años en la escuela secundaria y en el club Northampton Old Scouts, donde fue compañero de Ben Cohen. Su alto nivel le permitió ser reclutado por los Northampton Saints y allí el entonces dirigente Ian McGeechan lo convirtió de octavo a hooker.
Después de retirarse trabajó en la televisión como analista de ESPN Scrum (Reino Unido) y fue embajador de la Fundación Infantil Christina Noble y de la empresa de servicios Transguard. Actualmente vive en Dubái, ciudad de los Emiratos Árabes Unidos, donde trabaja en OSN.

## Carrera
Debutó como profesional en la temporada 1996–97, siendo suplente del argentino Federico Méndez y jugó en la final de la Copa Heineken 1999–00, triunfando contra Munster Rugby.

### Brive–Corrèze
Al finalizar la temporada 2006-07 anunció su retiro debido a una lesión en el cuello que había sufrido contra Biarritz, durante el último partido de la fase de grupos de esa Copa Heineken, en enero y se unió al Club Athlétique Brive-Corrèze de Francia como entrenador asistente.
Finalmente se recuperó de su lesión y el personal médico le permitió volver a jugar, debutando con Brive por la European Challenge Cup en noviembre de 2007 y jugando ante Connacht Rugby. Representó al club en tres temporadas del Top 14.

### Regreso a la Premiership
En mayo de 2010 acordó un contrato de dos años con Leeds Tykes, por pedido del entrenador Neil Back; su excompañero en la selección. Leeds descendió esa temporada, habilitando la cláusula de recisión y Thompson se unió a los Wasps RFC por un contrato de 3 años. Sin embargo, en diciembre de 2011 tuvo que retirarse luego de una grave lesión de cuello que requirió cirugía para aliviar los síntomas de entumecimiento y mareos.

## Selección nacional

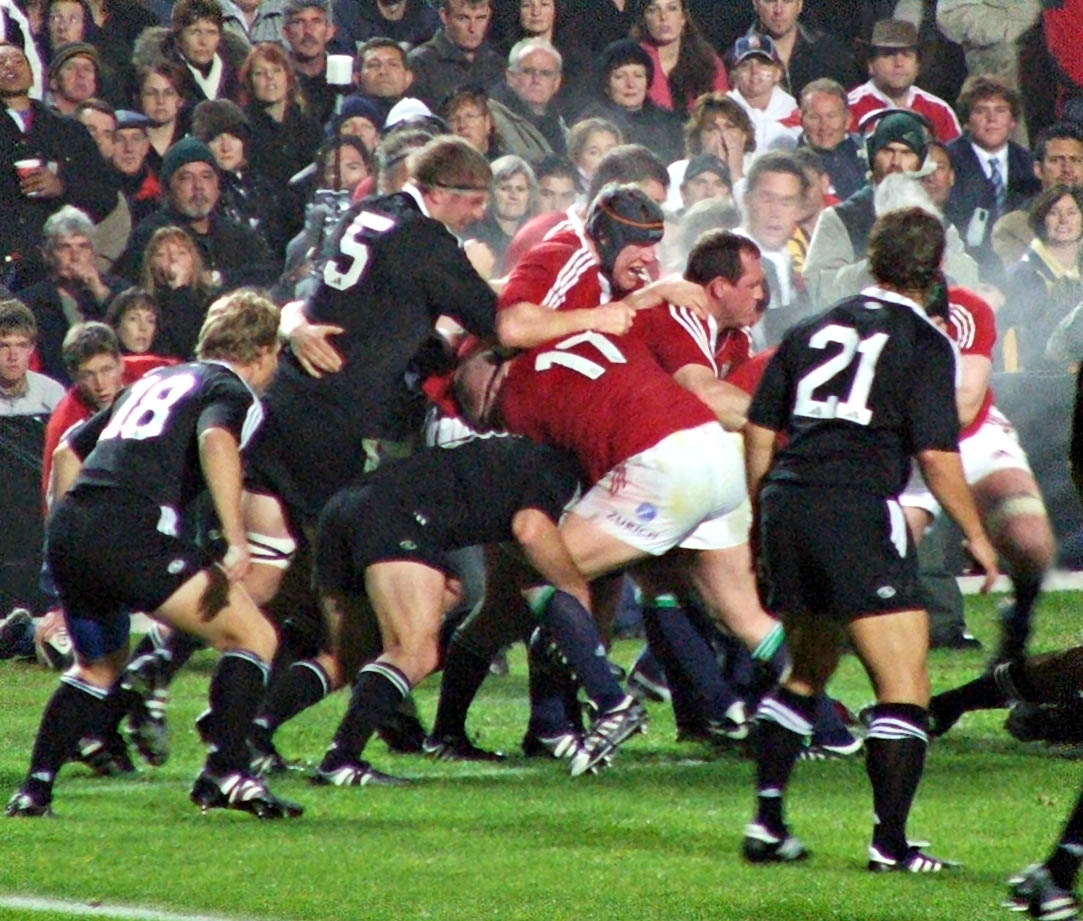
Gira de los Leones, 2005.

En 1999 fue seleccionado a los England Saxons. En 2001 el técnico Clive Woodward lo convocó a la Rosa para las pruebas de mitad de año, pero no jugó y recién debutó en el Torneo de las Seis Naciones 2002; en la victoria contra el XV del Cardo.
Anotó su primer try en el Seis Naciones 2003, frente a la Azzurri e Inglaterra ganó el torneo con un Grand Slam. En junio Thompson demostró un inmenso nivel ante los All Blacks y los Wallabies, ambas fueron victorias inglesas.
Andy Robinson lo tuvo en cuenta, pero no así Brian Ashton quien jamás lo convocó y recién regresó en mayo de 2009; ya bajo la dirección técnica de su excompañero Martin Johnson. Volvió a jugar contra los Barbarians y Argentina a fin de ese año.
En el Seis Naciones 2011 anotó el único try inglés contra el XV de Irlanda, derrota que les negó la Triple Corona, e Inglaterra ganó el torneo.

### Participaciones en Copas del Mundo
Woodward lo convocó a Australia 2003 como titular indiscutido. Formó junto a Trevor Woodman y Phil Vickery, anotó un try contra Georgia y se consagró campeón.
| Mundial                       | Sede          | Resultado        | PJ | Tries |
| ----------------------------- | ------------- | ---------------- | -- | ----- |
| Copa Mundial de Rugby de 2003 | Australia     | Campeón          | 6  | 1     |
| Copa Mundial de Rugby de 2011 | Nueva Zelanda | Cuartos de final | 5  | 0     |

Johnson lo llevó a Nueva Zelanda 2011 también como titular indiscutido y formó con Matt Stevens y Dan Cole la primera línea. Tras el fracaso, fue uno de los pocos que no recibió críticas y se retiró de la selección.

### Leones
En 2005 Woodward lo seleccionó a los Leones Británicos e Irlandeses para disputar la gira a Nueva Zelanda y fue suplente del irlandés Shane Byrne. Jugó la despedida contra los Pumas y en dos de las tres pruebas ante los All Blacks (titular en la segunda).

## Demanda por ETC
Nunca jugó con un casco de rugby, en diciembre de 2020 reveló públicamente que le habían diagnosticado demencia temprana producto de encefalopatía traumática crónica y esta fue causada por los repetidos golpes en la cabeza. Dijo que no recuerda nada de haber ganado la Copa Mundial de 2003, a veces olvida el nombre de su esposa, no volvería a jugar y no le gustaría que su hijo lo haga «si el rugby sigue como ahora».
Thompson y otros siete exrugbistas menores de 45 años con ETC, siguiendo el ejemplo de los 4.500 exjugadores de fútbol americano que demandaron a la NFL, emprendieron acciones legales contra World Rugby por no protegerlos.
En septiembre de 2021 hizo público que decidió donar su cerebro para la investigación de la ETC, ya que la enfermedad solo puede confirmarse mediante una disección post mortem del cerebro.